# Kim van Sparrentak
Kim van Sparrentak, née le 16 octobre 1989 à Flessingue, aux Pays-Bas, est une femme politique néerlandaise, membre du parti de la Gauche verte.
Porte parole de la Fédération des jeunes verts européens entre 2017 et 2018, elle est élue députée européenne en mai 2019.

## Biographie

### Vie privée et formation
Kim van Sparrentak a grandi à Middelburg, en Zélande. Elle a étudié les sciences politiques à l'Université d'Amsterdam, puis a obtenu une maîtrise en gestion environnementale urbaine à l'Université de Wageningen. Après ses études, Kim Van Sparrentak a déménagé en Nouvelle-Zélande, où elle a effectué un stage dans le secteur de la santé publique à Wellington. Après son stage, elle a travaillé au New Zealand Center for Sustainable Cities.
Après un an et demi en Nouvelle-Zélande, Kim Van Sparrentak revient en Europe et se consacre principalement à la protection de l'environnement, entre autres comme responsable de la communication sur les questions de mobilité chez Milieudefensie, les Amis de la Terre néerlandais. Elle est également impliquée dans l'organisation antinucléaire WISE Nederland, qui soutient les habitants de la région frontalière belgo-néerlandaise dans la campagne pour la fermeture des centrales nucléaires de Doel et Tihange.

### Engagement politique
Kim van Sparrentak s'est politisée pendant ses études et est devenue membre de l'organisation de jeunesse du parti vert GroenLinks DWARS et de la Fédération des jeunes verts européens (FYEG). Elle est notamment co-porte-parole de la FYEG entre 2017 et 2018.
En 2019, Kim van Sparrentak est candidate aux élections européennes du parti GroenLinks à la 7e place sur la liste du parti écologistes. Le parti remporte 3 des 26 sièges néerlandais. Le système électoral néerlandais permettant aux électeurs d'exprimer leur préférence pour un candidat au sein d'une liste, Van Sparrentak obtient plus 26 000 votes en sa faveur, ce qui lui permet de remporter le troisième siège au lieu de la troisième de la liste. 
Au Parlement européen, Kim van Sparrentak siège au sein du Groupe des Verts/ALE. Elle est membre de la Commission du marché intérieur et de la protection des consommateurs et membre suppléante de la Commission de l'emploi et des affaires sociales. Depuis novembre 2022, Kim van Sparrentak est co-présidente de l'Intergroupe LGBT du Parlement européen aux côtés de Marc Angel, député luxembourgeois siégeant au groupe S&D. Elle est réélue en 2024.